# D-selections
D-selections（ディーセレクションズ）は、エイベックス・ピクチャーズのレーベル「DIVE II entertainment」から選ばれた男女5人で構成されたボーカルユニット。

## 概要
2016年5月25日に1枚目のシングル『BLOODRED』をリリース。この楽曲は2016年4月から放送されたテレビアニメ『ハンドレッド』のオープニングテーマとして使用されている。
2017年8月23日には2枚目のシングル『LAYon-theLINE』をリリース。この楽曲は2016年7月から放送されていたアニメ『賭ケグルイ』のエンディングテーマとして使用されている。
2019年2月27日には3枚目のシングル『AlegriA』をリリース。この楽曲は2019年1月から放送されていたアニメ『賭ケグルイ××』のエンディングテーマとして使用されている。

## メンバー
| 名前                          | 生年月日               | 出身地 | 所属事務所                 | 備考                                     |
| ----------------------------- | ---------------------- | ------ | -------------------------- | ---------------------------------------- |
| 小林竜之（こばやし たつゆき） | ????年4月13日          | 千葉県 | エイベックス・ピクチャーズ | ユニット内唯一の男性。                   |
| 澁谷梓希（しぶや あずき）     | 1993年8月11日（31歳）  | 埼玉県 | 81プロデュース             | 声優ユニットi☆Risの元メンバー。          |
| 若井友希（わかい ゆうき）     | 1995年10月30日（29歳） | 岐阜県 | 81プロデュース             | 声優ユニットi☆Risのメンバー。            |
| 青山吉能（あおやま よしの）   | 1996年5月15日（28歳）  | 熊本県 | 81プロデュース             | 声優ユニットWake Up,Girls!の元メンバー。 |
| 吉岡茉祐（よしおか まゆ）     | 1995年11月7日（29歳）  | 大阪府 | 81プロデュース             | 声優ユニットWake Up,Girls!の元メンバー。 |

## ディスコグラフィ

### シングル
|        | 発売日        | タイトル      | 規格品番    | 規格品番   | 最高位 |
| CD+DVD | 発売日        | タイトル      | CD          |            | 最高位 |
| ------ | ------------- | ------------- | ----------- | ---------- | ------ |
| 1st    | 2016年5月25日 | BLOODRED      | EYCA-10951B | EYCA-10951 | 47位   |
| 2nd    | 2017年8月23日 | LAYon-theLINE | EYCA-11491B | EYCA-11491 | 32位   |
| 3rd    | 2019年2月27日 | AlegriA       | EYCA-12219B | EYCA-12220 | 44位   |

## タイアップ
| 曲名          | タイアップ                                     | 収録作品                  |
| ------------- | ---------------------------------------------- | ------------------------- |
| BLOODRED      | テレビアニメ『ハンドレッド』オープニングテーマ | シングル「BLOODRED」      |
| LAYon-theLINE | テレビアニメ『賭ケグルイ』エンディングテーマ   | シングル「LAYon-theLINE」 |
| AlegriA       | テレビアニメ『賭ケグルイ××』エンディングテーマ | シングル「AlegriA」       |

## 出演
ライブ・主なイベント
| 開催年 | タイトル                                                                  | 公演日・会場                         | 備考       |
| ------ | ------------------------------------------------------------------------- | ------------------------------------ | ---------- |
| 2016年 | ガンガンGA FES．2016 SPRING                                               | 3月6日 舞浜アンフィシアター          |            |
| 2016年 | AnimeJapan 2016 1日目                                                     | 3月26日 東京ビッグサイト             |            |
| 2016年 | マチ★アソビ vol.16 2日目                                                  | 5月4日 新町橋東公園ステージ          |            |
| 2016年 | animeloLIVE! presents アニソンCLUB! VOL.02                                | 7月2日 ディファ有明                  |            |
| 2016年 | 「ハンドレッド」トーク＆ライブイベント『GARDEN'S FESTA』                  | 9月18日 三郷市文化会館               |            |
| 2016年 | BLAZING SONIC 2016                                                        | 11月6日 新宿ReNY                     |            |
| 2016年 | アニメJAM 2016                                                            | 12月11日 幕張メッセ 国際展示場ホール |            |
| 2017年 | Wake Up, Girls! 4th LIVE TOUR「ごめんねばっかり言ってごめんね！」埼玉公演 | 8月13日 大宮ソニックシティ 大ホール  | ゲスト出演 |
| 2018年 | TVアニメ「賭ケグルイ」スペシャルイベント～私立百花王学園文化祭～          | 1月6日 新宿区立新宿文化センター      |            |
| 2018年 | AJ Night 2018                                                             | 3月24日 豊洲PIT                      |            |